# Élections sénatoriales de 2020 dans le Cher
Les élections sénatoriales dans le Cher ont lieu le dimanche 27 septembre 2020. Elles ont pour but d'élire les sénateurs représentant le département au Sénat pour un mandat de six années.

## Contexte départemental
Lors des élections sénatoriales de 2014 dans le Cher, deux sénateurs ont été élus : François Pillet et Rémy Pointereau.
Depuis, tous les effectifs du collège électoral des grands électeurs ont été renouvelés, avec les élections départementales de 2015, les élections régionales de 2015, les élections législatives de 2017 et les élections municipales de 2020.

## Sénateurs sortants
| Sénateur | Sénateur            | Parti | Fonctions lors de l'élection en 2014                              |
| -------- | ------------------- | ----- | ----------------------------------------------------------------- |
|          | Rémy Pointereau     | LR    | Sénateur sortant, conseiller général, maire de Lazenay            |
|          | Marie-Pierre Richer | LR    | Présidente de la CC Le Dunois, adjointe au maire de Dun-sur-Auron |

## Présentation des candidats et des suppléants
Les nouveaux représentants sont élus pour une législature de 6 ans au suffrage universel indirect par les 882 grands électeurs du département. Dans le Cher, les sénateurs sont élus au scrutin majoritaire à deux tours. Leur nombre reste inchangé, deux sénateurs sont à élire. Il y aura plusieurs candidats dans le département, chacun avec un suppléant.
| N°  | Candidats | Candidats              | Parti | Principales fonctions                                                     |
| --- | --------- | ---------------------- | ----- | ------------------------------------------------------------------------- |
| T 1 |           | Laure Grenier-Rignoux  | PCF   | Maire de Foëcy                                                            |
| s 1 |           | Jean-Pierre Charles    | PCF   | Conseiller départemental, maire de Graçay                                 |
|     |           |                        |       |                                                                           |
| T 2 |           | Serge Méchin           | PS    | Conseiller régional                                                       |
| s 2 |           | Julie Ferron           | PS    | Conseillère municipale de Saint-Florent-sur-Cher                          |
|     |           |                        |       |                                                                           |
| T 3 |           | Philippe de Martimprey | EÉLV  | Agriculteur                                                               |
| s 3 |           | Marie-Thérèse Petit    | EÉLV  |                                                                           |
|     |           |                        |       |                                                                           |
| T 4 |           | Marie-Pierre Richer    | LR    | Sénatrice sortante, conseillère départementale                            |
| s 4 |           | Laurent Pabiot         | LR    | Président de la C.C. Pays Fort-Sancerrois-Val de Loire, maire de Sancerre |
|     |           |                        |       |                                                                           |
| T 5 |           | Rémy Pointereau        | LR    | Sénateur sortant, conseiller municipal de Lazenay                         |
| s 5 |           | Jacqueline Champion    | LR    | Adjointe au maire de Saint-Amand-Montrond                                 |
|     |           |                        |       |                                                                           |
| T 6 |           | Jean-René Coueille     | RN    | Conseiller régional                                                       |
| s 6 |           | Isabelle Bichler       | RN    | Conseillère municipale de Vierzon                                         |

## Résultats
|                          | Marie-Pierre Richer      | LR                       | LR                       | 563 | 66,24 |  |  |
|                          | Rémy Pointereau          | LR                       | LR                       | 553 | 65,06 |  |  |
|                          | Serge Méchin             | PS                       | SOC                      | 159 | 18,71 |  |  |
|                          | Laure Grenier-Rignoux    | PCF                      | COM                      | 118 | 13,88 |  |  |
|                          | Philippe de Martimprey   | EÉLV                     | VEC                      | 78  | 9,18  |  |  |
|                          | Jean-René Coueille       | RN                       | RN                       | 21  | 2,47  |  |  |
|                          |                          |                          |                          |     |       |  |  |
| Votes valides            | Votes valides            | Votes valides            | Votes valides            | 850 | 97,93 |  |  |
| Votes blancs             | Votes blancs             | Votes blancs             | Votes blancs             | 14  | 1,61  |  |  |
| Votes nuls               | Votes nuls               | Votes nuls               | Votes nuls               | 4   | 0,46  |  |  |
| Total                    | Total                    | Total                    | Total                    | 868 | 100   |  |  |
| Abstention               | Abstention               | Abstention               | Abstention               | 15  | 1,70  |  |  |
| Inscrits / participation | Inscrits / participation | Inscrits / participation | Inscrits / participation | 883 | 98,30 |  |  |